# 高橋正作

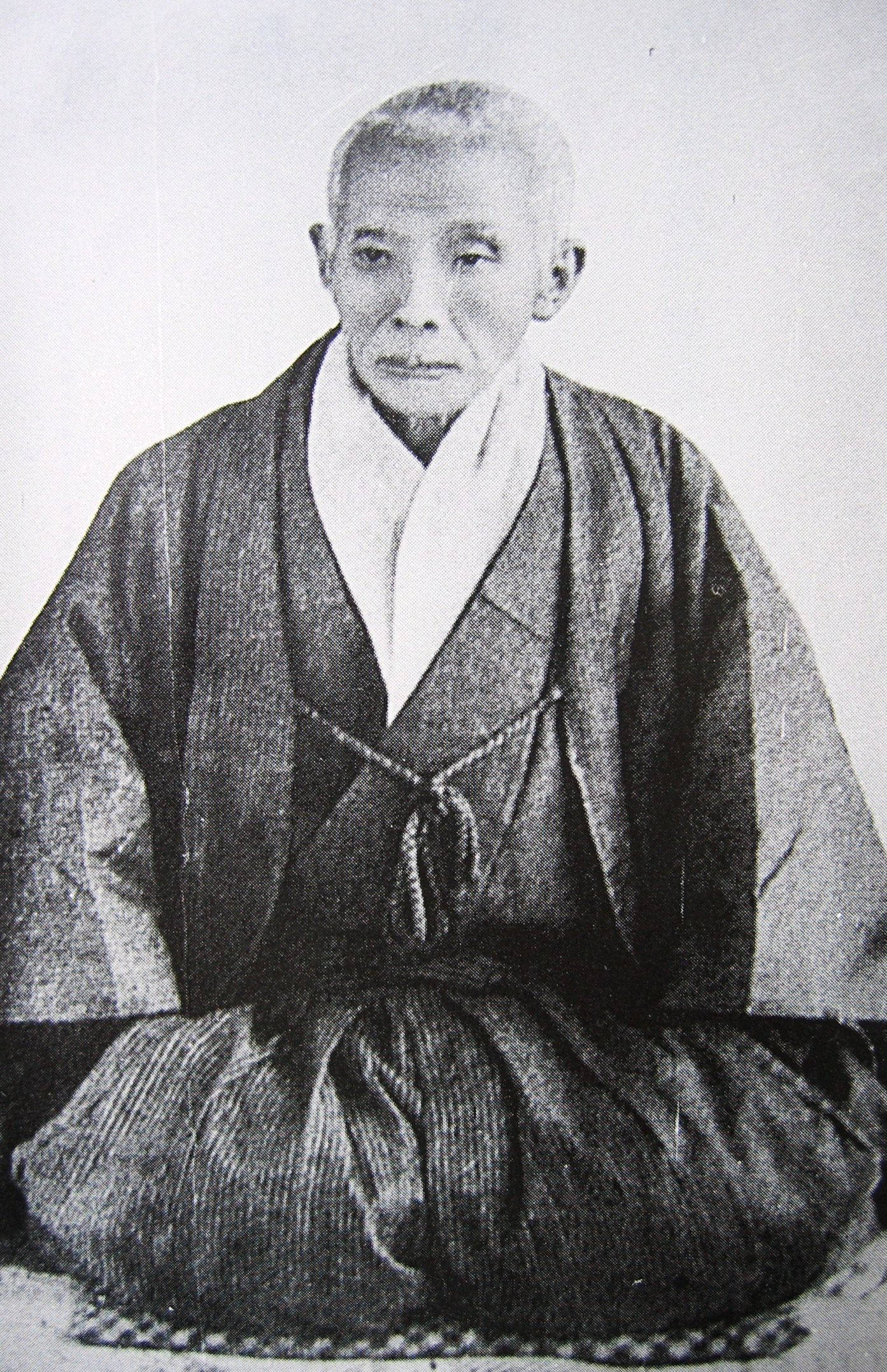
高橋正作 (1803-1894)

高橋 正作（たかはし しょうさく、享和3年10月28日（1803年12月11日） - 明治27年（1894年）6月23日）は日本の江戸時代後期の出羽国雄勝郡（後の羽後国、現在の秋田県湯沢市）南部の村長。私財を投じて天保の大飢饉から農民を救い、院内銀山を日本一の銀産出量を記録させるまでに復活させた。

## 功績
小野小町出生伝説で知られる秋田県湯沢市雄勝地区は、横手盆地の最南端にあり、宮城県と山形県の県境に近い。いで湯が湧き、地酒が造られ、雪のような素肌の清楚な美人が多い。だがここに、天保4年（1833年）秋田で40万人のうち、10万人が餓死したという未曾有の大飢饉が襲った。その時、30歳の肝煎（村長）高橋正作は、全私財をなげうって食糧を求め、村人550人余を飢えから救う決断をした。私財を担保に資金を借り、いち早く米穀を求めるため、幾晩も眠らず、血眼になって各地を奔走。ついに食糧を得て、村から一人の餓死者も出さなかった。
折しも院内銀山には、食糧を求めて全国各地から難民が集まり、その労働力で、大量の銀鉱石が掘り出された。だが銀鉱石から銀を精練するための燃料になる炭の生産が追いつかず、炭不足で閉山寸前に追い込まれていた。飢饉のため、炭焼きをする人々が衰弱し、働けなくなっていたからだ。このままだと秋田の重要な財源である院内銀山が危うい。と同時に秋田の経済が破たんしかねない。江戸幕府も窮乏する。そこで正作は、まだ元気な自分の村をはじめ、周辺の村々に炭焼きをすすめ、院内銀山に炭を送ろうとした。そして炭の請負契約を成立させるため、銀山や役所を何度も往復した。時は初冬。荒野で暴風雨にあい、草鞋が切れて、足から血が吹き出たこともあった。だが正作は、ひたすら走った。こうして炭の販売が行われ、銀山は復活し、日本一の銀産出量を記録。秋田をはじめ、日本の経済が潤った。しかも長引く飢饉にあいながらも、人々は、炭を売った代金で生きのびた。
文久3年（1863年）、歌人を志し家出した19歳の石川理紀之助が、この地で、61歳の正作と巡り逢い、その人間の大きさに感激し、自らの人生の方向を決めた。「自分は、弱い立場の民衆を命がけで救済した正作翁のような農業指導者になりたい。民衆を救う生涯こそが、歌人よりも尊い」と志を抱いた。以来、理紀之助は正作から教えを受け、父のように慕ったという。その後の理紀之助の足跡は、窮民を命がけで救った師・正作の生き方に似ている。
77歳の時、理紀之助に懇願され、秋田県の勧業御用係(県の農業指導者)の筆頭として、横手盆地を開墾させ、日本有数の米どころに変えた。さらに県内をくまなく回り、農業全般にわたって長年の豊富な体験に基づく実践指導に専念した。著書や種苗交換会では、稲作や畑作、開墾、養蚕、飢饉対策などを具体的に説明し、我が国の農業近代化に貢献した。広く全国に配布された著書『除稲虫之法』で農薬をいち早く否定し、『農業随録』では、飢饉対策として食糧の備蓄を第一に唱えた。現在、百数十年の歴史を数える秋田県種苗交換会の勧業談会(談話会)には、初回から14回まで指導者として参加し、理紀之助を支えながら、その土台づくりに心血を注いだ。

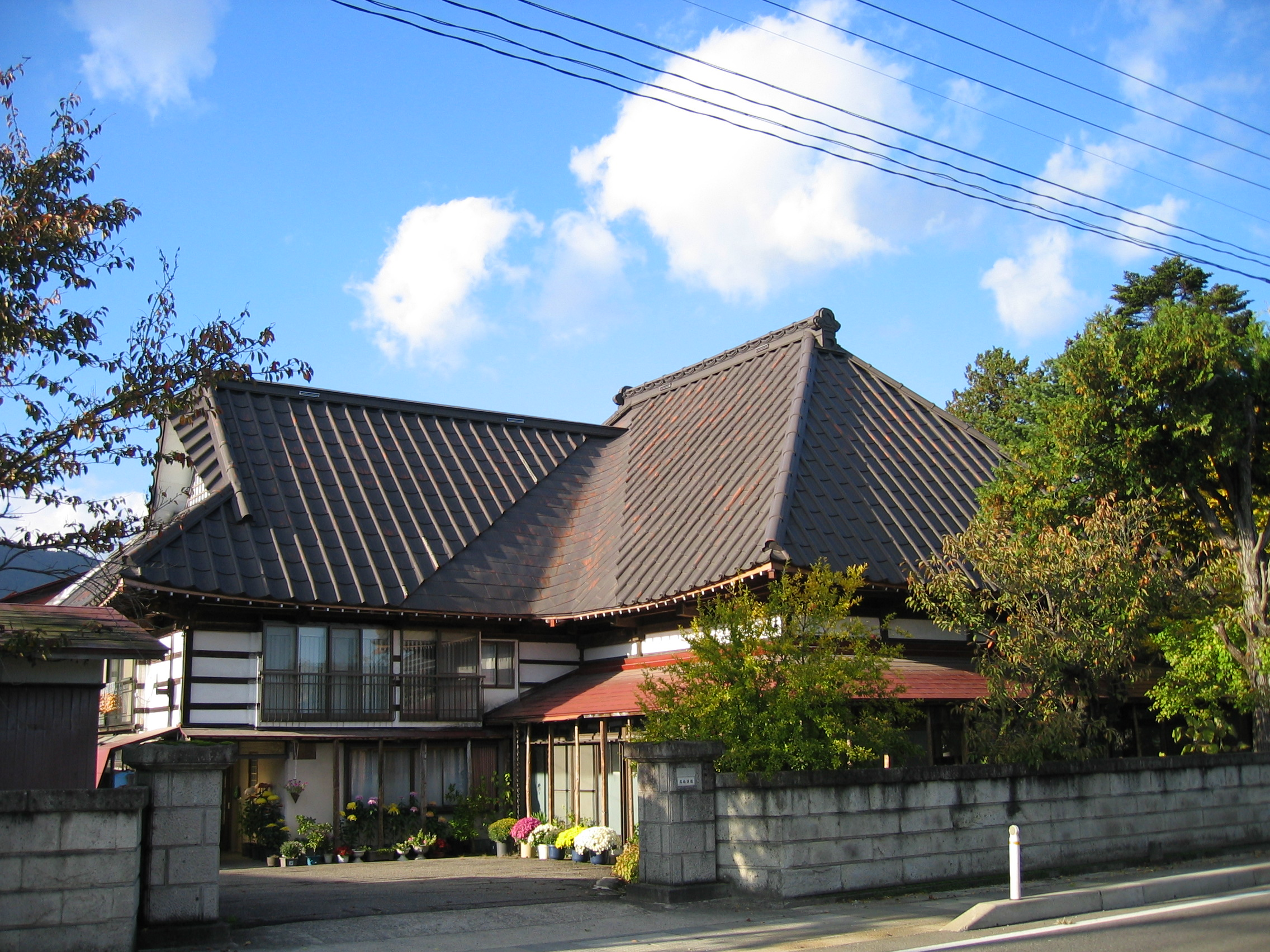
安政5年（1858年）高橋正作が建立した旧宅（秋田県湯沢市）

正作の子孫が暮らす高橋家には、むつまじい師弟関係を伝える和歌の短冊が残されていた。(現在は秋田県湯沢市教育委員会で保管)「ふた葉よりかくはしき樹のかけしけり君はよそちの老の初花　正作」。最愛の弟子理紀之助が40歳になったのを祝った歌だ。すると理紀之助が正作に賛辞を送った。「雲ゐまてきこえあケたる此君ハあきたあかた(秋田県)の宝なりケり 理紀之助」
明治27年（1894年）92歳で没。号泣する理紀之助が、県内92カ所で、正作の追悼法要を行った。
『村守る、命かけてもー聖農・高橋正作 伝ー』簗瀬均 著 秋田魁新報社より

## 年表
| 和暦（西暦）       | 年齢              | 事柄 |
| ------------------ | ----------------- | --- |
| 享和3年（1803年）  | 正作1歳（数え年） | 10月28日、出羽国雄勝郡松岡村坊中（現秋田県湯沢市山田地区）の松岡村肝煎（村長）千葉治兵衛、はる夫婦の3男として出生。幼名は新蔵。はるは平鹿郡縫殿村（現横手市増田町）出身。 |
| 文化11年（1814年） | 12歳              | 父から土地を借り、耕作しながら農業研究。 |
| 文政7年（1824年）  | 22歳              | 雄勝郡桑崎村（現秋田県湯沢市小野地区）肝煎・高橋理右衛門の養子になり、長女ナミ（文化6年9月3日生まれ）と結婚。当時、桑崎村は度重なる洪水で田んぼは3分の1が荒れはて、貧困のどん底にあった。 |
| 文政9年（1826年）  | 24歳              | 桑崎村肝煎を命じられる。奥羽、北越、関東を視察し、各地の老農から、その地域の農業を学ぶ。4月23日、長男貞蔵出生。 |
| 文政10年（1827年） | 25歳              | 秋田藩主から雄勝平鹿両郡諸産業係及び荒蕪不毛ノ地開墾世話方を命じられ、主に養蚕業を指導。 |
| 文政11年（1828年） | 26歳              | 村の復興のため私財を投じ、自ら陣頭に立って荒廃地の開墾にあたる。藩はその功績を賞し、玄米百俵を下賜したが、これを開墾にあたった農民に、全部分けあたえた。また村の山地を分割して村人に与え、杉、楢、栗等の植林を奨励。 |
| 天保元年（1830年） | 28歳              | 3月18日、実父千葉治兵衛が死去、57歳。戒名・観泰道優居士。奥羽、関東地方の老農を訪ね、作物の栽培や物産を研究。主に養蚕技術を学ぶ。村人に養蚕を奨励し、伊達桑の栽培指導を行う。藩は肝煎兼養蚕係及び荒蕪地（荒れ地）開墾係を命じる。 |
| 天保4年（1833年）  | 31歳              | 巳年の大飢饉。私有の田んぼや山林を質入れして金子2千4百両と米と雑穀4百俵を用意し、困窮した農民を救済。一方、炭焼きを奨励し、院内銀山に供給したため、木炭不足で廃山寸前の院内銀山が救われる。一説によれば当時の秋田藩内の人口約40万人の内、約10万人が餓死したという。だが桑崎村は、正作の私財を捨てた義挙により、餓死者が1人も出なかった。またカテ食（いざというときに蓄えておく食糧）の製法や食べ方を研究して人々に教え、その普及に努める。一方、院内銀山に大量の木炭を供給したことで、院内銀山は日本一の銀産出量を記録した。 |
| 天保5年（1834年）  | 32歳              | 天保4年の功績が認められ、藩から救民係、農事奨励係、雄勝平鹿荒蕪地開墾係を命じられる。雄勝郡桑崎村の親郷である横堀村内の370石を開墾。10月、前年の大飢饉での救済が認められ、藩から賞状授与。 |
| 天保6年（1835年）  | 33歳              | 凶作から立ち直った村人を自宅に招き、酒宴で慰労し、その席で、村人に貸した金子と米穀の証文を全部焼き捨て、貸借関係を破棄。自費を持って村人の負債をなくすことで、不安を払拭し、勤労意欲をうながす。 |
| 天保12年（1841年） | 39歳              | 雄勝平鹿2郡内の荒れ地370石余を復興させる。 |
| 天保13年（1842年） | 40歳              | 前年の荒れ地復興の功績が認められ、藩から永代苗字御免に。 |
| 弘化元年（1844年） | 42歳              | 藩の命令により米沢藩内（山形県米沢市）を視察。米沢藩の植木村の老農・植木四郎兵衛から桑、漆、杉等の苗木栽培法、平蕗市之丞からは製茶法を学んで帰郷し普及させた。 |
| 弘化2年（1845年）  | 43歳              | 雄勝郡横堀村（秋田県湯沢市横堀）の肝煎も命じられ、肝煎官舎の経費800貫を節約して村人の負担を軽減する。 |
| 弘化4年（1847年）  | 45歳              | 7月14日、実母千葉はる死去、74歳。戒名・寶山妙鏡大姉。実兄千葉勇蔵死去、58歳。松山大勇居士。この頃、新蔵を常作（つねさく）と改名。 |
| 弘化5年（1848年）  | 46歳              | 功績により生涯、苗字を名のることを許される。桑崎村の荒れ地300余石を復興。また山に杉苗約5万本、他に雑木を植林。桑苗数万本を藩の養蚕方に献上し、一般希望者にも配布した功績により、宅地税免除。 |
| 嘉永2年（1849年）  | 47歳              | 2月19日、孫・理造（後に秋田県雄勝郡小野横堀組合村長）出生。父貞蔵、母サヨ（雄勝郡畑等村・佐藤湯右衛門姉。天保5年12月18日生まれ）。 |
| 嘉永3年（1850年）  | 48歳              | 自費で仙台、伊達（福島県北部）、二本松、白河、高崎、七日市、館林、大田原、今市等を農事視察し、篤農家の体験談を聞く。風土にあった物産を研究。 |
| 安政3年（1856年）  | 54歳              | 長年にわたる実践、研究をまとめた『除稲虫之法』を著し、藩内全部に配布。 |
| 安政5年（1858年）  | 56歳              | 天保4年、巳年の大飢饉に際し、自費を以て窮民を救済し、親郷肝煎として諸失費の節約、漆苗木数万本を村々へ配布した功績により、藩から帯刀御免（腰に刀を差すことが許された）ならびに、生涯2人扶持（2人分の扶持米支給）を賜る。桑崎村と横堀村の肝煎を退く。昭和初期、高橋正作の棺から、この時の刀が見つかる。 |
| 文久3年（1863年）  | 61歳              | 当時19歳の無名の青年・奈良力之助（後の石川理紀之助）が、1年半、雄勝郡内に滞在し、高橋正作の教えを受ける。以後、理紀之助は生涯にわたって、正作に師事する。 |
| 元治元年（1864年） | 62歳              | 長年肝煎をよくつとめ、窮民を救済し、当時、すでに米千俵を村人のために備蓄した功績により、藩から御褒美金300疋を賜る。 |
| 慶応4年（1868年）  | 66歳              | 舅高橋理右衛門死去、77歳。戒名・寿徳院儀山良勇居士。姑高橋ろく死去、71歳。寿貞院長山妙恵大姉。この頃、名を常作から正作（しょうさく）に改名。天保の大飢饉を教訓にして、肝煎俸給を基に備荒貯蓄の法を設ける。村に倉庫を建て、村人に寄付し郷倉とする。 |
| 明治4年（1871年）  | 69歳              | 県より四木（茶、桑、漆、楮）取立世話方を申し付けられる。6月8日、曾孫テル出生。父理造、母イク（平鹿郡大沢村、佐々木佐太郎妹。安政元年、11月8日生まれ）。 |
| 明治5年（1872年）  | 70歳              | 県生産係世話方を申し付けられる。 |
| 明治9年（1876年）  | 74歳              | 雄勝平鹿両郡米予防鑑定人を命じられる。 |
| 明治12年（1879年） | 77歳              | 当時、秋田県庁勧業課職員だった石川理紀之助の強い要請により、高齢であったが秋田県勧業課御用係（四老農の筆頭）を命じられる。 |
| 明治14年（1881年） | 79歳              | 8月21日、明治天皇北海道東北巡幸に際し、院内行在所に召され、有栖川宮熾仁親王より、長年の農事勉励と産業開発の功績により褒詞を賜る。11月24日、県勧業課農事係を申し付けられ、3大農区（秋田県の雄勝平鹿仙北郡）を担当し、横手盆地の開墾指導。準判任月俸8円支給される。正作の功績により明治末期、秋田県は100万石の米どころとなる。 |
| 明治15年（1882年） | 80歳              | 農区委員（準判任）を命じられる。 |
| 明治16年（1883年） | 81歳              | 石川理紀之助と長谷川謙造と共に仙北郡を巡回指導し、田沢湖でしばし憩う。 |
| 明治19年（1886年） | 84歳              | 長年勧業課員を務めた功績で、秋田県知事青山貞より賞証と3組の盃を賜る。 |
| 明治21年（1888年） | 86歳              | 4月25日、玄孫・長男常作出生（2代目周慥。後に秋田県雄勝郡小野村長）。母テル、父周慥（秋田県平鹿郡里見村東里博田平慥弟、文久3年12月12日生まれ）。 |
| 明治22年（1889年） | 87歳              | 大日本帝国憲法発布により、正作夫婦が県庁に呼び出され、金2円を賜る。 |
| 明治23年（1890年） | 88歳              | 『飢歳問答』出版。高齢を理由に、県勧業課御用係の解職を再三にわたり陳情し、8月許可がおりる。東京本所区松倉推本吟社発行『明治歌友肖像千人一首』に、高橋正作種富として和歌が掲載。 |
| 明治24年（1891年） | 89歳              | 第14回県種苗交換会（現秋田市会場）で、談話会一同の強い要請により、高齢ながら出席する。 |
| 明治26年（1893年） | 91歳              | 3月17日、緑綬褒章を下賜される。『除稲虫之法』『飢歳懐覚録』『農業随録』『老の田うた』『漆樹永続記』『幼女教草』『強霜火災之害除術』『鹽釜由来之事』『大黒尊天乃鶴亀寿齢之事』等著書多数著す。 |
| 明治27年（1894年） | 92歳              | 6月23日死去。戒名・徳法院正学実農居士。石川理紀之助が主唱者となり、県内92ヶ所において追悼祭が行われる。7月、日清戦争勃発。 |
| 明治28年（1895年） |                   | 3月6日、妻ナミ死去、87歳。貞光院玉容妙珠大姉。 |
| 平成19年（2007年） |                   | 平成18年（2006年）1月から12月まで秋田魁新報に1年間連載された「飢饉との闘いー雄勝の肝煎高橋正作伝」が『村守る、命かけてもー聖農高橋正作伝』として同社から刊行。高橋正作が没して百年の時を経て、その業績が見直された。 |

## 関連著作
- 簗瀬均『村守る、命かけても 聖農・高橋正作・伝』（秋田魁新報社、2007年） ISBN 9784870202665
- 高橋順慥「わが祖・高橋正作（常作）について」『日本農書全集』（農山漁村文化協会）月報1